# Bao Xishun
 (décembre 2017).
Si vous disposez d'ouvrages ou d'articles de référence ou si vous connaissez des sites web de qualité traitant du thème abordé ici, merci de compléter l'article en donnant les références utiles à sa vérifiabilité et en les liant à la section « Notes et références ».
Bao Xishun (chinois simplifié : 鲍喜顺 ; chinois traditionnel : 鮑喜順 ; pinyin : Bào Xǐshùn), également connu en tant que Xi Shun, est né le 2 novembre 1951 à Chifeng en Chine.
Il a été reconnu entre janvier 2005 et janvier 2007 par le Livre Guinness des records comme le plus grand homme vivant (par croissance naturelle)  avec 2,36 m (7' 9").
Pour l'édition 2008 du Livre Guinness des records, Bao Xi Shun avait été dépossédé de son titre d'homme le plus grand du monde, lorsqu'un médecin ukrainien avait mesuré Léonid Stadnik à 2.60 m. Mais le Livre Guinness des records a modifié ses directives pour officialiser les records dans cette catégorie, et désormais, les prétendants doivent être mesurés par un officiel assermenté. L'Ukrainien Stadnik ne s'est pas plié à ces nouvelles obligations.
Bao Xishun figure donc au rang d'homme le plus grand du monde dans l'édition 2009 du Livre Guinness, publiée le 17 septembre 2009. Cependant, il est dépassé en septembre 2009 par Sultan Kosen.

## Biographie
Xi Shun assure avoir eu une taille normale jusqu'à l'âge de 16 ans lorsque sa croissance fut accélérée pour une raison inconnue. Il a atteint sa taille actuelle à 21 ans. Ancien soldat, il exerce le métier de berger en Mongolie-Intérieure.
À Shenyang, il a subi une suite d’examens médicaux dans l'hôpital de la ville dont dépend l’université de médecine : entre autres ORL, examens nucléaires à résonance magnétique. L’analyse des experts révèle qu'il mesure très exactement 2,362 mètres.
Le « 1er berger de Chine » devient ainsi « L’homme le plus grand du monde » pour le livre Guiness des records.
Il est engagé par un temple pour servir d'attraction touristique.